# 蕭暠
蕭 暠（しょう こう、468年 - 491年）は、南朝斉の皇族。安成恭王。字は宣曜。高帝蕭道成の六男。

## 経歴
蕭道成と任太妃のあいだの子として生まれた。建元元年（479年）、斉が建国されると、安成王に封じられた。建元2年（480年）、冠軍将軍の号を受け、石頭城に駐屯して軍事を預かった。建元4年（482年）、使持節・都督江州豫州之晋熙諸軍事・南中郎将・江州刺史として出向した。永明元年（483年）、征虜将軍に進んだ。永明2年（484年）、左衛将軍となった。まもなく侍中に転じ、歩兵校尉を兼ねた。中書令となった。永明5年（487年）、祠部尚書に転じ、驍騎将軍を兼ねた。永明6年（488年）、南徐州刺史として出向した。永明9年（491年）、散騎常侍に転じ、秘書監となり、領石頭戍事を兼ねた。この年の夏、病のために死去した。享年は24。撫軍将軍の位を追贈された。

## 伝記資料
- 『南斉書』巻35 列伝第16
- 『南史』巻43 列伝第33